# 아이팟리눅스
아이팟리눅스(iPodLinux)는 애플의 아이팟에서 동작하도록 설계된 μClinux 기반의 리눅스 배포판이다. 아이팟리눅스 커널이 시동되면 애플의 아이팟 운영 체제로 대체하여 자동으로 팟질라(Podzilla, 비디오 플레이어, 이미지 뷰어, 명령 셸, 오락, 비디오 게임 콘솔용 에뮬레이터, 프로그래밍 데모, 기타 실험적이거나 미완성된 소프트웨어가 포함된 GUI 및 런처)를 호출한다.
2011년 기준으로 이 프로젝트는 여러 해에 걸쳐 활성화되지 못했으며 해당 웹사이트 또한 더 이상 관리되지 않고 있다. 애플 아이팟의 오픈 소스 소프트웨어의 차후 개발은 락박스 프로젝트와 FreeMyIpod.org에서 계속되고 있다.

## 같이 보기
- 록박스